# Ficus papyratia
Ficus papyratia là một loài ốc biển, là động vật thân mềm chân bụng sống ở biển thuộc họ Ficidae.

## Phụ loài
- Ficus papyratia carolae Clench, 1945
- Ficus papyratia lindae Petuch, 1988
- Ficus papyratia papyratia (Say, 1822) [1]
- Ficus papyratia villai Petuch, 1998